# Lightweight Java Game Library
Die Lightweight Java Game Library (LWJGL) ist eine Programmbibliothek für die Programmiersprache Java mit dem Fokus auf Spieleentwicklung.
Mithilfe von LWJGL kann ein Java-Programmierer auf OpenGL-, OpenAL- und OpenCL-Funktionen zugreifen. OpenGL wird bis Version 4.5 mit den wichtigsten Extensions unterstützt, OpenAL ist bis Version 1.1 implementiert, OpenCL ist bis Version 2.0 implementiert. Seit späteren Alpha-Versionen besteht ebenfalls die Möglichkeit zur Verwendung von DevIL zum Laden und Bearbeiten von Bildern und FMOD zum Laden und Abspielen von Musikdateien. Die DevIL- und FMOD-Unterstützung wurde mit LWJGL 1.0 allerdings wieder entfernt. Die Begründung liegt darin, dass DevIL-Methoden auch in Java implementiert werden könnten und für FMOD bereits andere Implementierungen in Java vorliegen. – LWJGL unterstützt außerdem die Behandlung von Tastatur-, Maus- und Controllereingaben (Joystick, Gamepad, Paddle, …). Damit ist LWJGL eine plattformunabhängige Alternative zu Microsoft DirectX.
Seit dem 13. November 2014 wird an der komplett neu entwickelten Version LWJGL 3.0 gearbeitet. In dieser wurden unter anderem GLFW für die Kontext-, Fenstererstellung und Eingabefunktionen eingebunden, sowie stb für das Laden von Bildern, Schriftarten und Ogg Vorbis. Während der Beta-Phase wurden Bindungen für EGL und OpenGL ES eingefügt. In einem zukünftigen Update sollen noch Bindungen für Vulkan eingefügt werden. Da LWJGL3 modular aufgebaut ist, wird möglicherweise Mantle und Direct3D zusätzlich unterstützt.
Die Bibliothek steht unter einer BSD-Lizenz, darf also frei verwendet werden, und wurde von Caspian Rychlik-Prince, einem Mitglied von PuppyGames, initiiert.

## Ziele
Der Entwurf von LWJGL wurde hinsichtlich folgender Ziele optimiert:
GeschwindigkeitBeispielsweise durch Entfernung von Methoden, die für effiziente C-Programmierung gedacht waren, aber für Java nicht geeignet sind, wie zum Beispiel glColor3fv. Sicherstellung beim Start, dass Hardware-Beschleunigung verfügbar ist.
PortabilitätDie Bibliothek wurde so entworfen, dass sie sowohl auf kleinen Geräten wie Handys als auch auf Multiprozessor-Rendering-Servern läuft.
EinfachheitDie Bibliothek wurde so entwickelt, dass sie sowohl für Anfänger leicht zu benutzen ist, als auch für Profis, die damit professionelle Anwendungen entwickeln möchten.
MinimalismusDamit die Portabilität bestehen bleibt, ist es hilfreich, wenn die API klein ist. Ein minimaler Umfang an Funktionen ermöglicht eine bessere Übersicht über die Möglichkeiten und führt zu weniger Fehlern im Code. Es wurden nur Methoden in die Library aufgenommen, die nicht direkt mit Java ausgeführt werden können, weshalb auch GLU bis auf einige wichtige Methoden entfernt wurde.
SicherheitEs werden keine Pointer, sondern Buffer verwendet. Die Buffer-Positionen werden allerdings überprüft, um sicherzustellen, dass die Werte innerhalb des erlaubten Bereichs liegen.
RobustheitOpenGL-Fehlerüberprüfung werden im Java-Code abgebildet anstatt in einer separaten DLL. Dabei handelt es sich um Runtime-Exceptions statt Checked-Exceptions (damit weniger try-catch-Anweisungen nötig sind).

## Alternativen
- JOGL

## Auf LWJGL aufbauende Software
LWJGL wird von einer Reihe von Programmen, insbesondere Computerspielen verwendet. Dazu zählen Minecraft, Tribal Trouble oder Sokobano.